# Спірково (Тверська область)
Спірково (рос. Спирково) — присілок в Калінінському районі Тверської області Російської Федерації.
Населення становить 7 осіб. Входить до складу муніципального утворення Заволзьке сільське поселення.

## Історія
Від 2005 року входить до складу муніципального утворення Заволзьке сільське поселення.

## Населення
| 2010 |
| ---- |
| 7    |